# Čao-tchung
Čao-tchung (čínsky pchin-jinem Zhāotōng, znaky 昭通) je městská prefektura v Čínské lidové republice, kde patří k provincii Jün-nan. Leží v jejím severovýchodním cípu, má rozlohu 22 441 čtverečních kilometrů a žije v ní zhruba pět milionů obyvatel.
Prefektura je víceméně zcela zemědělská a patří k nejchudším místům v rámci Číny, proto i úřady podporují mladé lidi, aby se stěhovali za prací do jiných částí Číny. Mezi nerostné zdroje prefektury patří zásoby hnědého uhlí.

## Dějiny
V srpnu 2014 na území prefektury došlo k zemětřesení, které mělo epicentrum v okrese Lu-tien, zahynulo při něm bezmála šest set osob a bylo zničeno dvanáct tisíc domů.

## Správní členění
Městská prefektura Čao-tchung se člení na jedenáct celků okresní úrovně, a sice jeden městský obvod, jeden městský okres a devět okresů.
| Čao-jang městský okres · Šuej-fu okres · Lu-tien okres · Čchiao-ťia okres · Jen-ťin okres · Ta-kuan okres · Jung-šan okres · Suej-ťiang okres · Čen-siung okres · I-liang okres · Wej-sin |        |                       |             |                                         |
| Název | Název  | Počet obyvatel (2020) | Rozloha km² | Hustota zalidnění (obyv. na km²) (2020) |
| český přepis | znaky  | Počet obyvatel (2020) | Rozloha km² | Hustota zalidnění (obyv. na km²) (2020) |
| Městský obvod |        |                       |             |                                         |
| Čao-jang | 昭阳区 | 911 766               | 2 163       | 422                                     |
| Městský okres |        |                       |             |                                         |
| Šuej-fu | 水富市 | 103 532               | 438         | 236                                     |
| Okresy |        |                       |             |                                         |
| Lu-tien | 鲁甸县 | 398 447               | 1 485       | 268                                     |
| Čchiao-ťia | 巧家县 | 462 173               | 3 198       | 145                                     |
| Jen-ťin | 盐津县 | 317 463               | 2 021       | 157                                     |
| Ta-kuan | 大关县 | 209 116               | 1 717       | 122                                     |
| Jung-šan | 永善县 | 349 157               | 2 779       | 126                                     |
| Suej-ťiang | 绥江县 | 135 468               | 750         | 181                                     |
| Čen-siung | 镇雄县 | 1 349 795             | 3 697       | 365                                     |
| I-liang | 彝良县 | 503 376               | 2 801       | 180                                     |
| Wej-sin | 威信县 | 352 318               | 1 392       | 253                                     |
| |        |                       |             |                                         |
| Celkem | Celkem | 5 092 611             | 22 441      | 227                                     |